# Make, Botswana
Make är en ort (village) i distriktet Kgalagadi i sydvästra Botswana. 